# The Slumber Party Massacre
The Slumber Party Massacre (conosciuto anche come The Slumber Party Murders nel Regno Unito) è un film del 1982 diretto da Amy Jones e scritto da Rita Mae Brown. È il primo episodio di una trilogia e vede protagoniste Michelle Michaels, Robin Stille e Michael Villella. Il film segue le vicende di una liceale che raduna i suoi amici per un pigiama party, ignara che un killer in fuga armato di trapano elettrico si aggira nel quartiere.
Il film è stato originariamente scritto da Brown come parodia del genere slasher, ma è stato invece girato come un semplice film horror. Di conseguenza, contiene più umorismo, sia intenzionale che non intenzionale, del solito per il genere in quel momento.
Girato con un budget di 220.000 dollari, The Slumber Party Massacre ne ha incassato 3,6 milioni al botteghino e ha ricevuto recensioni contrastanti dalla critica. Nonostante l'accoglienza, ha ottenuto un grande seguito di fans fin dalla sua uscita. Due sequel, Slumber Party Massacre II e Slumber Party Massacre III, sono stati realizzati rispettivamente nel 1987 e nel 1990.

## Produzione

### Concezione
L'autrice ed attivista femminista Rita Mae Brown ha scritto la sceneggiatura originale, intitolata Sleepless Nights, come parodia dei film slasher. I produttori hanno riproposto la sceneggiatura di Brown per fare un film slasher "serio" contro i suoi desideri.
Amy Holden Jones, una montatrice cinematografica, voleva esordire alla regia ed ha chiesto consiglio a Frances Doel. Doel diede alla Jones una serie di copioni e la Jones scelse la sceneggiatura che sarebbe diventata The Slumber Party Massacre, prendendo poi il titolo di Don't Open the Door, e decise di girare le prime tre scene. Suo marito, il direttore della fotografia Michael Chapman, ha acquistato attrezzature e film e ha assunto attori dall'Università della California di Los Angeles, e hanno girato le scene a casa loro durante un fine settimana per 1.000 dollari. La Jones mostrò il risultato a Roger Corman, che accettò di finanziare il film. Per dirigere il film, la Jones ha dovuto rifiutare un lavoro nel montaggio del film E.T. (1982). La colonna sonora è stata composta su un Casio MT-40.

### Riprese
Le riprese del film iniziarono nell'estate del 1981. Il film venne girato on location a Los Angeles, California, principalmente a Venice.

## Accoglienza

### Box office
Distribuito dalla New World Pictures, il film è stato presentato in anteprima a Los Angeles il 10 settembre 
1982, ed è stato distribuito in edizione limitata a New York City il 12 novembre 1982. Ha incassato 3,6 milioni di dollari al botteghino a fronte di un budget stimato di 220.000 dollari.

### Critica
The Slumber Party Massacre ha ricevuto recensioni contrastanti da parte della critica. Janet Maslin del The New York Times ha scritto del film: "The Slumber Party Massacre è solo la solita cavalcata di cadaveri, tutti uccisi da un maniaco che brandisce un trapano elettrico. Alla fine del film, una donna che è miracolosamente sopravvissuta alla carneficina rompe il suo trapano a metà. Questo è femminismo per te, e anche simbolismo." Time Out ha dato al film una recensione mediocre, osservando: "Nonostante l'improbabile credito per la sceneggiatura di Rita Mae Brown, il film d'esordio di Jones è poco più di un clone di Halloween, che fa affidamento su secchi di sangue e sorprese improvvise piuttosto che la suspense." David Hinckley del New York Daily News ha assegnato al film 1,5 stelle su 4, osservando che le interpretazioni sono "irregolari" e "gli effetti speciali non sono speciali."
La recensione pubblicata da Variety, tuttavia, ha elogiato il film: "Oltre al suo titolo ovviamente accattivante, Slumber Party Massacre è un divertente thriller del terrore, con l'interruttore che i registi confusi gestiscono le 'giovani donne in pericolo'." Anche Dave Kehr del Chicago Reader ha dato al film una recensione positiva, notando il ritmo regolare e la regia della Jones. Leonard Klady del Los Angeles Times ha anche notato il ritmo del film, scrivendo in una retrospettiva che il film vantava una "visione cupamente umoristica e un ritmo mozzafiato."
Dale Schenck di The Morning Call ha definito il film un "thriller entusiasmante" che "offre tutti i brividi che si possono desiderare da questo tipo di caos cinematografico."
Il sito web aggregatore di recensioni Rotten Tomatoes riporta che il 42% di 19 critici ha dato al film una recensione positiva, con una valutazione media di 4,5 su 10. Nonostante l'accoglienza critica, il film ha un grande seguito tra i fan dei film slasher.

## Home media
Successivamente è stato distribuito in VHS dalla Embassy Home Entertainment.
Il film è stato distribuito in DVD tre volte in Nord America. La prima volta è stato distribuito dalla New Concorde Home Entertainment nel settembre 2000. La società ha successivamente ripubblicato il film su un doppio DVD insieme a Slumber Party Massacre II nel luglio 2003. Entrambe queste versioni sono fuori catalogo. Il 5 ottobre 2010 Shout! Factory ha distribuito tutti e tre i film della serie su un set di DVD in edizione speciale a due dischi.
Shout! Factory, sotto la loro etichetta sussidiaria Scream Factory, ha pubblicato The Slumber Party Massacre su Blu-ray il 18 marzo 2014.
Il 28 gennaio 2020, Shout! Factory ha ripubblicato il film su Blu-ray in una steelbook in edizione limitata con nuovi extra.
Nel Regno Unito, il British Board of Film Classification (BBFC) ha ribattezzato il film The Slumber Party Murders, poiché la parola "massacre" ("massacro") era ritenuta troppo suggestiva. Nel Regno Unito, ha avuto due uscite su DVD, con entrambe le edizioni che non contengono caratteristiche speciali.

## Sequels
Il film ha avuto due sequel, Slumber Party Massacre II (1987) e Slumber Party Massacre III (1990).
Jason Paul Collum ha diretto il documentario Sleepless Nights: Revisiting the Slumber Party Massacres (2010). Altri film della serie Massacre includono una seconda trilogia: Una lama nella notte (1986), Sorority House Massacre II: Nighty Nightmare (1990) e Sorority House Massacre III: Hard to Die (1990).

## Remake
Shout! Studios ha annunciato un remake del film che sarà diretto dalla regista Danishka Esterhazy e scritto da Suzanne Keilly.
Il film sarà presentato in anteprima su Syfy nel 2021.